# 尹果
尹果（1819年—？），字晓泉，号銘南，汉军镶黄旗人。清朝进士、政治人物。

## 生平
道光己酉举人，同治戊辰进士。后任内阁中书。归乡后担任萃升书院山长。